# Villagorgona
Villagorgona(también conocido como "Villa Gorgona" o "Gorgona") es un centro poblado ubicado en el municipio de Candelaria, departamento del Valle del Cauca en Colombia. Se ubica sobre la antigua Ruta Nacional 32, vía que comunica a  Buenaventura y Cali con las cabeceras de Candelaria y Florida.

## Reseña histórica
En el año de 1953, según escritura pública consignada en la Notaría de Candelaria, el municipio compró, en las inmediaciones de lo que hoy es el centro poblado, cinco plazas de terreno para parcelar entre las familias de escasos recursos económicos y sin vivienda propia; la negociación se hizo por intermedio de la Alcaldía Municipal. Desde entonces y, dada su ubicación estratégica entre varios núcleos de población y su cercanía con sitios neurálgicos como la Central de Abastecimientos del Valle del Cauca, "CAVASA", se ha consolidado como uno de los núcleos de población más grandes de la zona.

## Geografía
La localidad presenta en su totalidad un terreno plano. Limita por el norte con la vereda El Gualí; por el sur, con el centro poblado Buchitolo; por el oriente, con el río FrayIe y por el occidente con los centros poblados Carmelo y San Joaquín.

### Barrios y callejones del centro poblado
Callejones: Las Gaviotas, Pío Pío, Los Cámbulos, El Dínamo, Carretera Vieja, Fibra Infinita, Víctor Longas, San Jorge, los Alpes, La Trocha, Paraguay, Las Juanas, La Oliva, Las Penas, Los guzman.
Barrios: Veinte de Julio, El Municipal, El Samán, Manuel Escobar, Juan Pablo I y Juan Pablo II, La Germania, El Trébol, Panamericano, El Triunfo, El Tronco, Belén, La Cruz, La María, El Socorro, Primavera, El Progreso, Prosperidad, Las Acacias, Las Gaviotas, El Central, El Diamante I y Diamante II, El Edén, El Encanto, María Auxiliadora I y María Auxiliadora II, El Madrigal, Prados del Veinte, Urbanización Villa Teresa, Urbanización Santa Ana, Urbanización La Aldea Campestre etapas 1, 2 y 3.

## Medio ambiente

#### Agua y saneamiento
La población ha sufrido por la provisión de agua potable desde su fundación, en 1953. La falta de planeación urbana ha causado inundaciones, dada la proximidad del centro poblado al río Cauca. Dado que el pueblo fue creado sin un acueducto, la comunidad solía proveerse de agua a través de cuatro pozos subterráneos, así como de carrotanques proporcionados por el Cuerpo de Bomberos y la empresa Emcandelaria. En los años 90 se reveló que dicha agua no era apta para consumo humano. Tras varios proyectos fallidos, conflictos políticos entre distintas subdivisiones administrativas (particularmente, con el municipio de Florida) y protestas de la comunidad, en el 2015 fue anunciada la construcción del acueducto de la localidad, aunque persiste un grave problema de contaminación de las fuentes hídricas por la industria azucarera y agroindustrial.

## Actividad productiva
El centro poblado tiene una gran concentración de población en viviendas estratos medios y bajos, y sirve como una ciudad dormitorio para personas que se desplazan mayormente hacia la ciudad de Cali. Entre las actividades económicas que desempeñan se puede señalar la vinculación a ingenios azucareros, así como a ladrilleras e industrias de la zona (una de las más relevantes es la procesadora de pollos Bucanero). También es reconocido por los numerosos establecimientos comerciales, son particularmente célebres los que están dedicados a la preparación de fritangas tradicionales y de lechona.

## Cultura

#### Religión
Sobresale la Fiesta Patronal de Villagorgona de la Inmaculada Concepción, celebrada en diciembre en el templo del mismo nombre. También existe una antigua capilla, donde se emplaza el convento de las Hermanas Franciscanas. Como en el resto del Valle del Cauca, la población evangélica o protestante es muy significativa y se encuentran numerosas congregaciones cristianas.

## Personajes destacados
Linda Caicedo, futbolista profesional.
José Willian Arroyave Jaramillo, líder social.